# Harold F. Kress
Pour les articles homonymes, voir Kress.
Harold F. Kress est un monteur et réalisateur américain, né le 26 juin 1913 à Pittsburgh en Pennsylvanie et mort le 18 septembre 1999 à Palm Desert en Californie. Comme monteur, il compte plus de cinquante crédits à son actif et a obtenu deux Oscars du meilleur monteur, l'un en 1964 pour le western La Conquête de l'Ouest (How the West Was Won) de John Ford, Henry Hathaway et George Marshall, l'autre pour le film catastrophe La Tour infernale (The Towering Inferno) de John Guillermin. Il a également réalisé trois films.

## Biographie
Harold F. Kress naît à Pittsburgh en Pennsylvanie. Il est le fils de Sam et Sophie Kress. La famille s'installe à Los Angeles quand son père achète un restaurant à Hollywood. Il étudie le droit à l'université de Californie à Los Angeles jusqu'à ce qu'il reçoive de manière inattendue une proposition d'Irving Thalberg pour travailler dans le département d'édition de la Metro-Goldwyn-Mayer.
Il travaille comme assistant non créditée sur le tournage du film Visages d'Orient (The Good Earth) de Sidney Franklin. Il obtient son premier crédit comme monteur pour le film Emporte mon cœur (Broadway Serenade) de Robert Z. Leonard. Il travaille sur plusieurs succès de la MGM et se fait un nom dans la profession. Kress monte notamment en 1942 le drame Prisonniers du passé (Random Harvest) de Mervyn LeRoy. Ce film est nommé à sept Oscars et est l'un des plus gros succès de la MGM.
Au cours de sa carrière à la MGM, il monte une quarantaine de films et collabore notamment avec les réalisateurs W. S. Van Dyke, King Vidor, Vincente Minnelli, Victor Fleming, Clarence Brown, Mervyn LeRoy, Robert Siodmak ou William Wyler. Il reste plus de vingt-cinq ans à la MGM ou il devient l'un des monteurs les plus respectés. Il obtient notamment un Oscar du meilleur monteur pour le western La Conquête de l'Ouest (How the West Was Won) de John Ford, Henry Hathaway et George Marshall. 
Il réalise également trois films. Il débute en 1951 avec le film d'action The Painted Hills, le septième et dernier film produit par la MGM consacré aux aventures de Lassie. Il signe ensuite le film noir Discrétion assurée (No Questions Asked) avec Barry Sullivan, Arlene Dahl, George Murphy et Jean Hagen dans les rôles principaux. Il tourne enfin un western en 1952 avec Gilbert Roland et Glenda Farrell, Apache War Smoke (en), lointain remake d'Apache Trail de Richard Thorpe lui-même réalisé d'après une nouvelle d'Ernest Haycox. Ces trois films obtiennent un succès relatif et Kress revient après cette expérience au montage. Après un dernier crédit sur le film musical Blondes, Brunes et Rousses (It Happened at the World's Fair) de Norman Taurog, il quitte la MGM en 1963.
Après son départ, il édite notamment avec son fils Carl Kress La Tour infernale (The Towering Inferno) de John Guillermin et obtient pour ce travail un deuxième Oscar du meilleur monteur. Après un dernier crédit sur le film catastrophe L'Inévitable Catastrophe (The Swarm) d'Irwin Allen, il prend sa retraite.
Durant sa carrière, il devient membre de l'American Cinema Editors et est le président de la Motion Picture Editors Guild (en) entre 1967 et 1968. En 1992, il obtient un prix rendant hommage à sa carrière aux American Cinema Editors.
Il meurt en 1999 à Palm Desert en Californie à l'âge de 86 ans.

## Filmographie

### Comme réalisateur
- 1945 : Watchtower over Tomorrow (court métrage)
- 1945 : Purity Squad (court métrage)
- 1951 : The Painted Hills
- 1951 : Discrétion assurée (No Questions Asked)
- 1952 : Apache War Smoke (en)

### Comme monteur
- 1939 : Emporte mon cœur (Broadway Serenade) de Robert Z. Leonard
- 1939 : Le monde est merveilleux (It's a Wonderful World) de W. S. Van Dyke
- 1939 : These Glamour Girls de S. Sylvan Simon
- 1939 : Remember? de Robert Z. Leonard
- 1940 : L'Île des amours (New Moon) de Robert Z. Leonard
- 1940 : André Hardy va dans le monde (Andy Hardy meets debutante) de George B. Seitz
- 1940 : Chante mon amour (Bitter Sweet) de W. S. Van Dyke
- 1940 : Camarade X (Comrade X) de King Vidor
- 1941 : La Proie du mort (Rage in Heaven) de W. S. Van Dyke
- 1941 : Docteur Jekyll et mister Hyde (Dr Jekyll and Mr. Hyde) de Victor Fleming
- 1941 : Unholy Partners (en) de Mervyn LeRoy
- 1941 : Souvenirs (H.M. Pulham, Esq.) de King Vidor
- 1942 : Madame Miniver (Mrs. Miniver) de William Wyler
- 1942 : Prisonniers du passé (Random Harvest) de Mervyn LeRoy
- 1943 : Un petit coin aux cieux (Cabin in the Sky) de Vincente Minnelli
- 1943 : Madame Curie (Madame Curie) de Mervyn LeRoy
- 1944 : Les Fils du dragon (Dragon Seed) de Jack Conway et Harold S. Bucquet
- 1946 : Jody et le Faon (The Yearling) de Clarence Brown
- 1948 : Ainsi sont les femmes (A Date with Judy) de Richard Thorpe
- 1948 : Tragique décision (Command Decision) de Sam Wood
- 1949 : Passion fatale (The Great Sinner) de Robert Siodmak
- 1949 : Ville haute, ville basse (East Side, West Side) de Mervyn LeRoy
- 1950 : L'Histoire des Miniver (The Miniver Story) de H. C. Potter
- 1953 : Vaquero (Ride Vaquero!) de John Farrow
- 1953 : Saadia (Saadia) d'Albert Lewin
- 1954 : Rose-Marie (Rose Marie) de Mervyn LeRoy
- 1954 : La Vallée des rois (Valley of the Kings) de Robert Pirosh
- 1954 : L'Émeraude tragique (Green Fire) d'Andrew Marton
- 1955 : Le Fils prodigue (The Prodigal) de Richard Thorpe
- 1955 : La Toile d'araignée (The Cobweb) de Vincente Minnelli
- 1955 : Une femme en enfer (I'll Cry Tomorrow) de Daniel Mann
- 1956 : The Rack d'Arnold Laven
- 1956 : La Petite Maison de thé (The Teahouse of the August Moon) de Daniel Mann
- 1957 : La Belle de Moscou (Silk Stockings) de Rouben Mamoulian
- 1957 : Femmes coupables (Until They Sail) de Robert Wise
- 1958 : Le Fou du cirque (Merry Andrew) de Michael Kidd
- 1958 : Le Général casse-cou (Imitation General) de George Marshall
- 1959 : J'ai épousé un Français (Count Your Blessings) de Jean Negulesco
- 1959 : Le Monde, la Chair et le Diable (The World, the Flesh and the Devil) de Ranald MacDougall
- 1960 : Celui par qui le scandale arrive (Home from the Hill) de Vincente Minnelli
- 1961 : Le Roi des rois (King of Kings) de Nicholas Ray
- 1962 : La Conquête de l'Ouest (How the West Was Won) de John Ford, Henry Hathaway et George Marshall
- 1963 : Blondes, Brunes et Rousses (It Happened at the World's Fair) de Norman Taurog
- 1965 : La Plus Grande Histoire jamais contée (The Greatest Story Ever Told) de George Stevens
- 1966 : Alvarez Kelly (Alvarez Kelly) d'Edward Dmytryk
- 1967 : Luv de Clive Donner
- 1967 : Matt Helm traqué (The Ambushers) d'Henry Levin
- 1968 : Star Spangled Salesman (en) de Norman Maurer (documentaire)
- 1970 : Le Pays de la violence (I Walk the Line) de John Frankenheimer
- 1971 : Les Cavaliers (The Horsemen) de John Frankenheimer
- 1972 : Stand Up and Be Counted de Jackie Cooper
- 1972 : L'Aventure du Poséidon (The Poseidon Adventure) de Ronald Neame
- 1973 : The Iceman Cometh de John Frankenheimer
- 1974 : Refroidi à 99% (99 and 44/100% Dead), de John Frankenheimer
- 1974 : La Tour infernale (The Towering Inferno) de John Guillermin et Irwin Allen
- 1976 : Gator de Burt Reynolds
- 1977 : De l'autre côté de minuit (The Other Side of Midnight) de Charles Jarrott
- 1977 : Le Casse-cou (Viva Kneviel!) de Gordon Douglas
- 1978 : L'Inévitable Catastrophe (The Swarm) d'Irwin Allen

### Comme producteur
- 1968 : Matt Helm règle son comte (The Wrecking Crew) de Phil Karlson (producteur associé)

## Récompenses
- 1942 : Nomination à l'Oscar du meilleur monteur pour Docteur Jekyll et mister Hyde (Dr Jekyll and Mr. Hyde)
- 1943 : Nomination à l'Oscar du meilleur monteur pour Madame Miniver (Mrs. Miniver)
- 1947 : Nomination à l'Oscar du meilleur monteur pour Jody et le Faon (The Yearling)
- 1964 : Oscar du meilleur monteur pour La Conquête de l'Ouest (How the West Was Won)
- 1964 : Meilleur montage d'un long-métrage aux American Cinema Editors pour La Conquête de l'Ouest (How the West Was Won)
- 1973 : Nomination à l'Oscar du meilleur monteur pour L'Aventure du Poséidon (The Poseidon Adventure)
- 1973 : Nomination au meilleur montage d'un long-métrage aux American Cinema Editors pour L'Aventure du Poséidon (The Poseidon Adventure)
- 1975 : Oscar du meilleur monteur pour La Tour infernale (The Towering Inferno)
- 1975 : Nomination au meilleur montage d'un long-métrage aux American Cinema Editors pour La Tour infernale (The Towering Inferno)
- 1992 : Career Achievement Award aux American Cinema Editors

## Sources
- (en) Gabriella Oldham, First Cut : Conversations with Film Editors, Bekerley, University of California Press, 2012, 424 p. (ISBN 978-0-520-91174-1, lire en ligne), p. 79 à 99.
- (en) Harris M. Lentz, Obituaries in the Performing Arts, 1999 : Film, Television, Radio, Theatre, Dance, Music, Cartoons and Pop Culture, Jefferson, McFarland, 2000, 256 p. (ISBN 978-0-7864-0919-8), p. 124.